# Bassaka Air
Bassaka Air (អាកាសចរណ៍ បាសសាកា) est une compagnie aérienne cambodgienne proposant des vols intérieurs et internationaux.

## Destinations
La compagnie dessert par exemple l'Aéroport international de Macao).

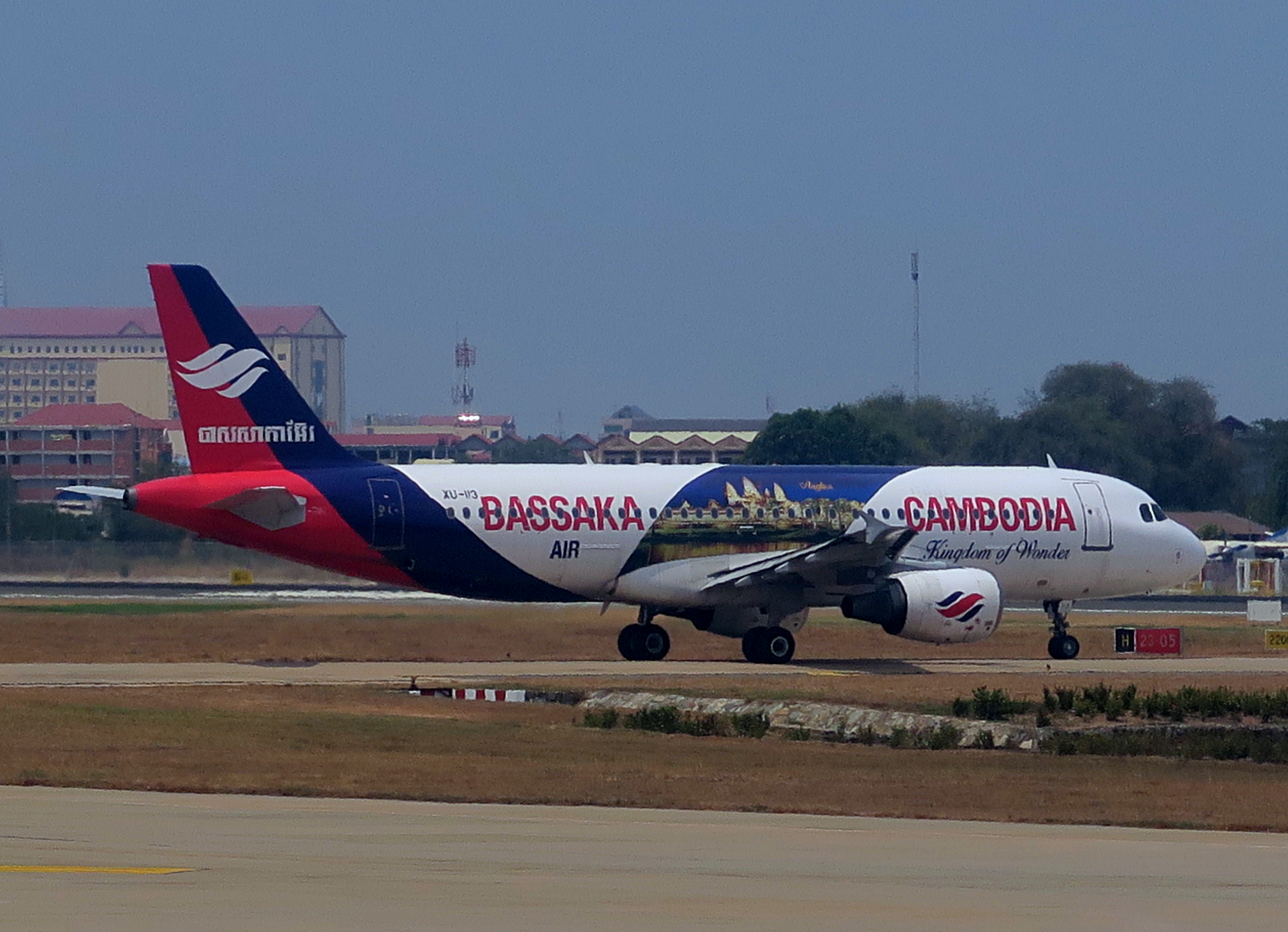
Bassaka Air - Airbus A320-214 (XU-113)

## Flotte
La flotte de Bassaka Air inclut les appareils suivants (au 7 novembre 2020):
| Appareils       | En service | Commandés | Passagers | Passagers | Passagers | Route               | Notes           |
| Appareils       | En service | Commandés | J         | Y         | Total     | Route               | Notes           |
| --------------- | ---------- | --------- | --------- | --------- | --------- | ------------------- | --------------- |
| Airbus A320-214 | 2          | —         | 12        | 138       | 150       | N.E Asia & S.E Asia | *XU-112, XU-113 |
| Total           | 2          | 0         |           |           |           |                     |                 |